# 土佐海梅介
土佐海梅介（学名：Hermanites tosaensis）为半花介科海梅介屬下的一个种。